# Édouard Stephan

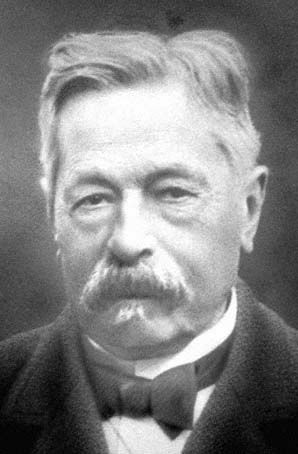
Édouard Jean-Marie Stephan

Édouard Jean-Marie Stephan (31 tháng 8 năm 1837 - 31 tháng 12 năm 1923) là một nhà thiên văn người Pháp. Họ của họ đôi khi viết Stéphan trong một số tài liệu, nhưng điều này dường như là sai lầm.
Ông sinh ra ở Sainte Pezenne (ngày nay là một trong những huyện của thị trấn Niort) và theo học trường Ecole Normale Superieure, và tốt nghiệp ở vị trí cao nhất trong năm 1862.
Ông là giám đốc của Đài thiên văn Marseille từ 1864 đến 1907 (cho đến năm 1872 ông được cấp dưới để Urbain le Verrier). Trong phần đầu của sự nghiệp của mình ở đó, ông ít cơ hội quan sát vì ông đã bận tâm với việc cải thiện các đài quan sát. Ông phát hiện tiểu hành tinh 89 Julia năm 1866. Năm 1867, ông sử dụng kính viễn vọng mới để quan sát quá cảnh của Sao Thủy.
| 89 Julia  | 6 tháng 8, 1866     |
| 91 Aegina | 4 tháng 11 năm 1866 |

## Cáo phó
- JO 7 (1924) 9 (bằng tiếng Pháp)